# 亀岡徳太郎

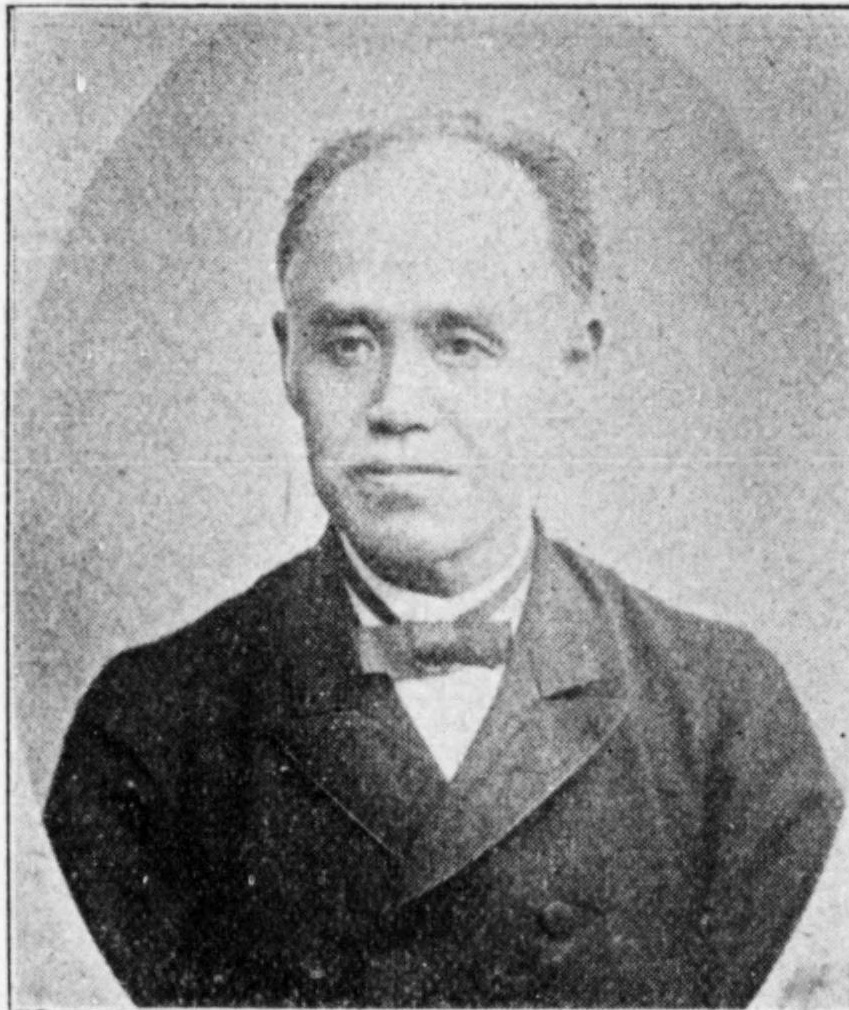
亀岡徳太郎

亀岡 徳太郎（かめおか とくたろう、1840年6月19日（天保11年5月20日）- 1913年（大正2年）2月16日）は、幕末から大正初期の実業家・政治家。衆議院議員。

## 経歴
摂津国大坂（現大阪府大阪市）で、亀岡喜三郎の二男として生まれる。国文学、漢学を修めた。慶応2年2月（1866年）に分家して、木綿太物商、足袋商を営み、大阪市内有数の資産家となる。合名会社亀岡商店業務執行社員、大阪商業会議所副会頭、大阪鉄道監査役、関西鉄道監査役、日本棉花取締役、大阪電灯取締役、中央セメント取締役、日本紡績取締役、朝日紡績取締役社長、畿内倉庫取締役社長、大阪木棉太物同業組合長などを務めた。
政界では、戸長、町会議員、南区会議員、大阪府会議員、同常置委員、同副議長、同区部会議長、大阪市会議員などに在任した。
1902年（明治35年）8月の第7回衆議院議員総選挙で大阪府大阪市から壬寅会所属で出馬して初当選し、1903年（明治36年）3月の第8回総選挙（大阪府大阪市、中正倶楽部）でも再選され、衆議院議員に連続2期在任した。
1912年（大正元年）7月から心臓病のため兵庫県有馬町の別邸で静養していたが、1913年1月に心筋炎を併発したため大阪市南区順慶町通の自宅に移って療養中、同年2月に死去した。

## 国政選挙歴
- 第1回衆議院議員総選挙（大阪府第3区、1890年7月、無所属）落選[9]
- 第2回衆議院議員総選挙（大阪府第3区、1892年2月、無所属）落選[9]
- 第7回衆議院議員総選挙（大阪府大阪市、1902年8月、壬寅会）当選
- 第8回衆議院議員総選挙（大阪府大阪市、1903年3月、中正倶楽部）当選